# Drymophila
Drymophila é um género de ave da família Thamnophilidae.
Este género contém as seguintes espécies:
- Formigueiro-trovoada, Drymophila ferruginea
- Trovoada-de-bertoni, Drymophila rubricollis
- Choquinha-da-serra, Drymophila genei
- Choquinha-de-dorso-vermelho, Drymophila ochropyga
- Trovoada-listrada, Drymophila devillei
- Drymophila caudata
- Choquinha-carijó, Drymophila malura
- Pintadinho, Drymophila squamata